# هامازاسپ هامبارتسومیان
هامازاسپ آساطوری هامبارتسومیان (ارمنی: Համազասպ Ասատուրի Համբարձումյան؛  زادهٔ ۲۵ سپتامبر ۱۸۸۰ - درگذشته ۳ فوریهٔ ۱۹۶۵) یک مترجم، تاریخ‌نگار ادبی و استاد اهل ارمنستان بود. وی مترجم ایلیاد هومر به زبان ارمنی بود.

## زندگی‌نامه
در ۲۵ سپتامبر ۱۸۸۰ در واردنیس به دنیا آمد و از مدرسه نرسیسیان، آموزشگاه لازاریان و دانشکده حقوق دانشگاه سن پترزبورگ (۱۹۰۸) فارغ‌التحصیل شد. وی در دانشگاه دولتی سنت پترزبورگ و دانشگاه دولتی ایروان فعالیت می‌کرد.  وی به زبان‌های زبان ارمنی زبان روسی یونانی باستان و لاتین تسلط داشت وی همچنین برنده دانشمند شایسته ارمنستان شوروی (۱۹۶۲) شده است. وی در ۳ فوریهٔ ۱۹۶۵ در سن ۸۴ سالگی در ایروان درگذشت و در بیوراکان به خاک سپرده شد.

## یادداشت
1. ↑  բանասիրական գիտությունների դոկտոր